# كين جي. هال
كين جي. هال (بالإنجليزية: Ken G. Hall)‏ هو منتج أفلام وكاتب سيناريو ومونتير ومخرج أسترالي، ولد في 22 فبراير 1901 في سيدني في أستراليا، وتوفي بنفس المكان في 8 فبراير 1994.

## وصلات خارجية
- كين جي. هال على موقع IMDb (الإنجليزية)
- كين جي. هال على موقع ألو سيني (الفرنسية)
- كين جي. هال على موقع أول موفي (الإنجليزية)
- كين جي. هال على موقع قاعدة بيانات الأفلام السويدية (السويدية)
- كين جي. هال على موقع قاعدة بيانات الفيلم (الإنجليزية)
- كين جي. هال على موقع كينوبويسك (الروسية)